# مورچه آرژانتینی
مورچه آرژانتینی (نام علمی: Linepithema humile) نام یک گونه از تیره مورچه است.